# Acalypha cuprea
Acalypha cuprea é uma espécie de flor do gênero Acalypha, pertencente à família Euphorbiaceae.